# Tragédie de Khodynka
La tragédie de Khodynka (en russe : Давка на Ходынском поле) est une bousculade qui a eu lieu le 18 mai 1896 (30 mai dans le calendrier grégorien) sur le champ de Khodynka, à Moscou, pendant les cérémonies accompagnant le couronnement de l'empereur de Russie Nicolas II. Alors qu'environ un demi-million de personnes sont rassemblées, 1 389 morts sont identifiés et environ 1 300 blessés sont à déplorer. Certaines estimations évoquent jusqu'à 20 000 blessés,.

## Contexte
En Russie, le couronnement d'un roi s'accompagne traditionnellement de festivités auxquelles le peuple est convié. Dans diverses villes de la Russie impériale et à l'occasion du couronnement de l’empereur Nicolas II, de nombreuses fêtes sont organisées.

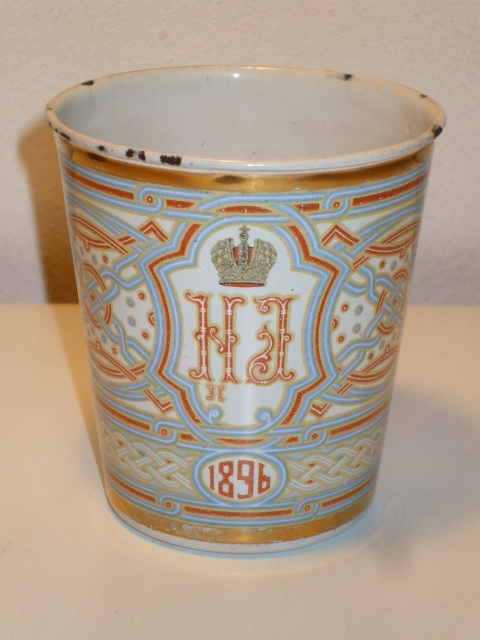
Le gobelet distribué à Khodynka.

Dans le cadre des festivités sur le champ de Khodynka, il est prévu d'offrir à chacun des invités un saucisson, des noisettes, des raisins secs, des figues et un gobelet en métal émaillé bon marché, sur lequel étaient gravées les initiales de Nicolas II et de son épouse Alexandra Feodorovna. Des milliers de personnes affluent alors vers le champ de Khodynka (en), près de Moscou.
Le champ de Khodynka, lieu où se déroulent les festivités, est un terrain vague ceint par des cabanes de bois. En son centre, une multitude de fontaines, permettant de boire, sont installées. L'état du champ est déplorable. Le sol est criblé de trous non rebouchés par les organisateurs. Il y a, près des cabanes de bois, un profond ravin qui a été excavé pour extraire le sable nécessaire à l'entretien des rues de Moscou. À l'arrière de ce ravin, se trouvent deux puits, creusés en 1891 à l'occasion de l'Exposition française. De simples grosses planches ont été déposées afin de les obstruer.
Il est prévu que les festivités soient suivies de pièces de théâtre et d'un départ de montgolfières. Chaque invité se présentant devant les fontaines muni de son gobelet peut boire gratuitement, de la nourriture est également offerte gracieusement.
Le 17 mai 1896, la foule attirée par la gratuité des diverses activités commence à se diriger vers le champ de Khodynka. À minuit, deux cent mille personnes se présentent déjà sur le terrain. Vers quatre heures du matin, leur nombre augmente encore pour atteindre jusqu'à cinq cent mille personnes qui pour la plupart dorment à même le sol devant les petites cabanes de bois,.

## Description
Le programme planifié longtemps à l'avance prévoyait qu'à partir de dix heures du matin les visiteurs pourraient pénétrer dans la partie réservée aux attractions. Mais, très tôt le matin, la foule exige d'accéder directement au champ de Khodynka. Une vague humaine s'agite, impétueuse, et les personnes chargées de la distribution des gobelets sont dépassées, prennent peur et s'efforcent de calmer la foule en jetant des timbales au hasard aux visiteurs excédés. Très vite, la foule pénètre en masse dans le champ de Khodynka et envahit les maisons de bois.
Entraînés par la bousculade qui échappe à tout contrôle, des femmes, des enfants, des hommes sont précipités dans le ravin. Les planches déposées sur les puits cèdent sous le poids de la foule et des personnes chutent. Dans un désordre indescriptible et piétinant les corps, la foule continue à se ruer vers les cabanes de bois.

## Bilan

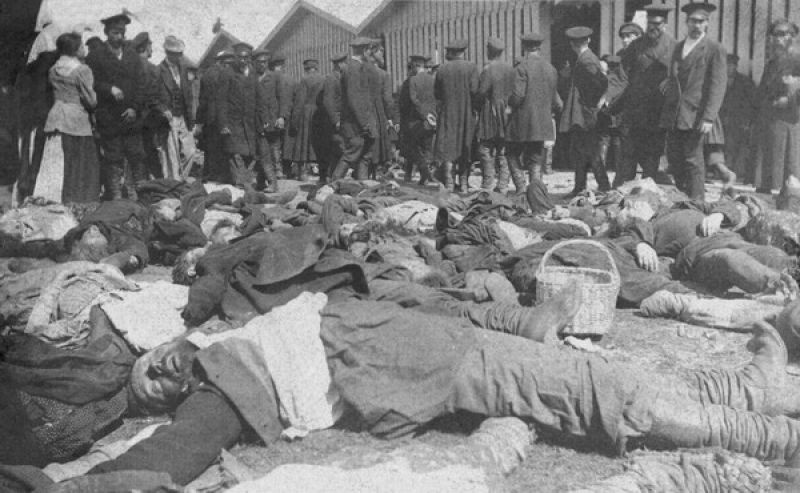
Les morts de la tragédie de Khodynka.

Aussitôt alertés, les pompiers et les soldats forment avec difficulté une équipe de sauvetage et la remontée des corps débute. Le nombre de morts identifiés s'élève à 1 389, et le nombre de blessés à environ 1 300. Les victimes sont transportées dans des camions, mais les bâches mal arrimées laissent entrevoir les cadavres. Quarante corps broyés sont remontés de l'un des puits. Le reste de la journée est consacré à emporter les cadavres et les blessés dans les hôpitaux ou dans les postes de police.
Très tard dans la matinée, trois cent mille personnes sont encore présentes sur le champ de Khodynka. En raison de l'immensité du terrain, certaines ne sont toujours pas informées du drame qui vient d'avoir lieu, et sont assises à des tables, buvant, mangeant. Le spectacle donné par les comédiens ambulants se poursuit.
Un bal festif avait été prévu ce soir-là à l'ambassade de France. Lorsque Nicolas a appris la nouvelle de la bousculade, « il n'a pas montré la moindre émotion et a assisté le soir même à un bal donné en son honneur ».
Les souverains dansent ainsi le soir de la tragédie. L'attitude du couple cause une fracture dans le pays. Cette catastrophe peut être considérée comme un signe avant-coureur d'une crise à venir dans le règne de Nicolas II, qui a ébranlé son image traditionnelle de protecteur bienveillant du peuple russe.
La Russie voulu voir dans la tragédie de Khodynka un funeste présage. Le nouveau règne n'augurait rien de bon, il finirait dans le sang. Tant de cadavre ramenaient le peuple à une très ancienne croyance selon laquelle les Romanov et plus particulièrement ceux de la branche Holstein-Gotthorp, était un sur deux promus à une mort violente. Ainsi Pierre III, premier de cette branche, avait été tué par ses officiers. Après Catherine, Paul Ier fut assassiné par une conspiration de Cour. Alexandre Ier était mort dans son lit, mais il n'y avait que dix-sept ans qu'Alexandre II, après le long règne de Nicolas Ier, était tombé sous les coups des nihilistes de la Narodnaïa Volia. Alternance étrange, bien faite pour frapper l'imagination des Slaves. Et voilà que le règne du jeune souverain débutait par la plus horrible des catastrophes...

## Responsabilités
Le peuple russe, ainsi que les membres de la famille impériale, sont épouvantés par le drame du champ de Khodynka. Il y a une forte pression pour trouver les responsables de cette terrible tragédie. Un grand dilemme se posa à Nicolas II. La responsabilité de l'organisation des festivités de Khodynka avait en effet été confiée au comte Vorontsov-Dachkov et au grand-duc Serge, gouverneur général de Moscou et oncle de l'empereur. L'enquête fait apparaître la culpabilité du grand-duc Serge et des personnes placées sous son autorité.[réf. nécessaire]. Les grand-ducs s'opposent à l'accusation et invoquent le discrédit porté au principe de la monarchie, au cas où le grand-duc serait sanctionné. Les frères du grand-duc Serge, les grands-ducs Alexis, Vladimir et Paul, avertissent le tsar de leur décision de donner leur démission en cas de sanction.
Nicolas II cède devant les vives contestations des membres de la famille impériale. Quelques personnes appartenant à des échelons inférieurs sont condamnées.
Mais le peuple russe n'est pas dupe. Le responsable de cette tragédie était le grand-duc Serge Alexandrovitch et le peuple le surnomme alors « le prince de Khodynka » et l'empereur reçoit le surnom de « Nicolas le Sanguinaire ». La nuit, des affiches proclamant la culpabilité du grand-duc sont placardées dans les rues. Ôtées par la police, la nuit même d'autres affiches sont collées à nouveau.

## À noter
En 1856, les fêtes données à l'occasion d'Alexandre II de Russie au champ de Khodynka avaient déjà connu des problèmes similaires. Des trombes d'eau s'abattent pendant la distribution de la nourriture sur les personnes rassemblées dans les files d'attente ce qui entraîne des bousculades et des empoignades, chacun s'arrachant des morceaux de pain et des gorgées d'eau.

## Dans la culture

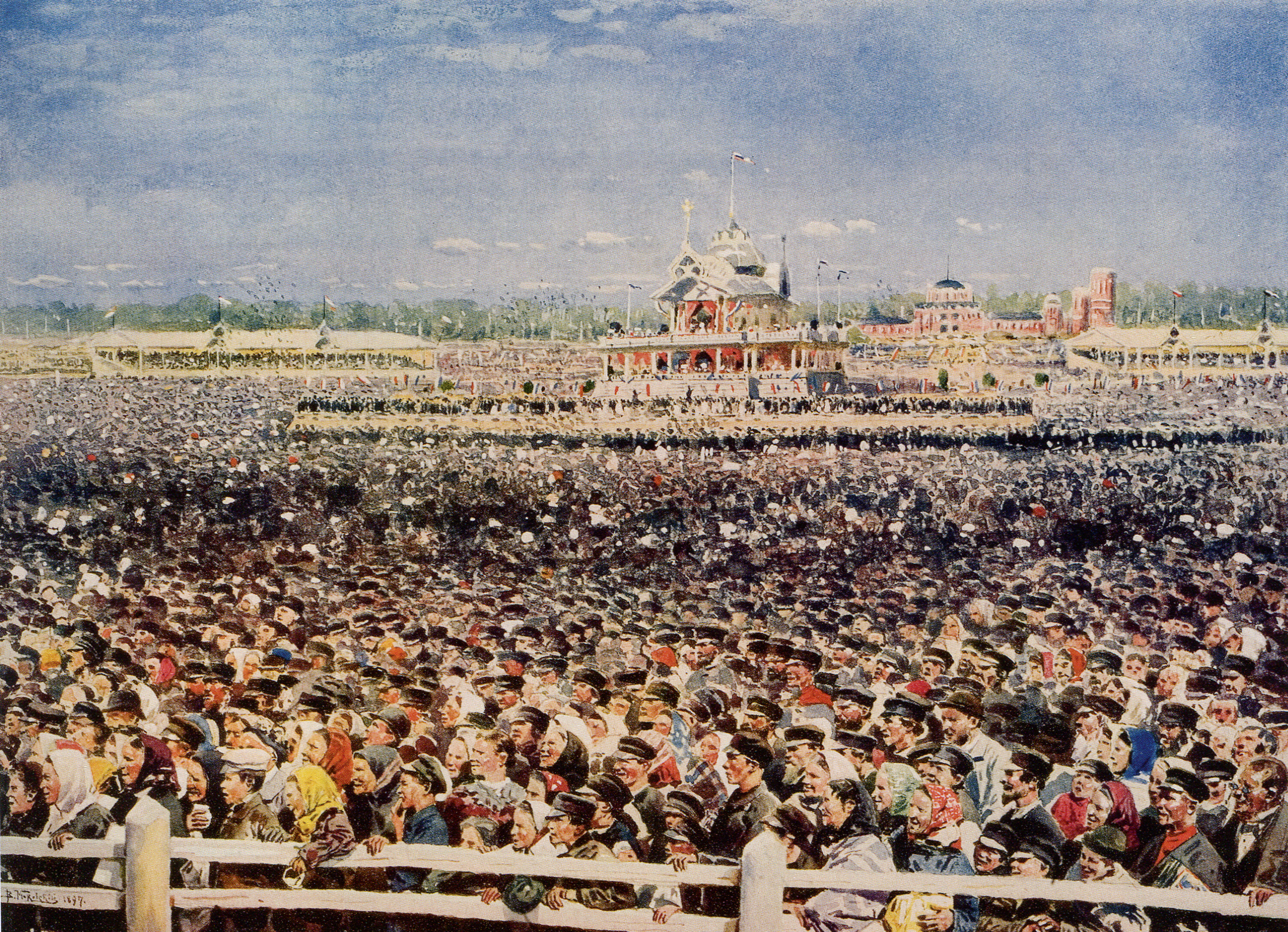
La foule rassemblée à Khodynka
Aquarelle de Vladimir Makovski en 1897.

Khodynka, dernier écrit littéraire de Tolstoï, composé quelques mois avant sa mort (1910. publié en 1912), relate les événements tragiques du couronnement de Nicolas II.
La Vie de Klim Samguine, tome 1, de Gorki, publié en 1927, consacre trente pages à cette tragédie.